# Sienne
La Sienne è un fiume della Francia, che nasce nel dipartimento del Calvados (nel comune di Le Gast) e si getta dopo un corso di 92,6 km nel canale della Manica nell'omonimo dipartimento (comune di Regnéville-sur-Mer).
La sua foce a estuario ("Havre de Regnéville" o "Baie de Sienne") costituisce una delle otto della "Côte des havres" ("Costa degli estuari"), sul lato occidentale della penisola del Cotentin
Si tratta di uno spazio naturale con bassa spiaggia sabbiosa e un cordone di dune di limitata ampiezza, regolarmente inondato in occasione delle grandi maree, e parzialmente chiuso da un cordone sabbioso ("Pointe d'Agon").
La parte del piano mesolitorale, inondata solo durante le maree di maggiore portata, ospita le piante alofite del cosiddetto "pré salé" ("prato salato"), utilizzato come pascolo per le pecore e con ampie estensioni di erba rasa, e diverse specie di uccelli (l'oca colombaccio e la beccaccia di mare)
Il fiume ospita salmoni che risalgono la sua corrente per la migrazione annuale.